# Notomys aquilo
Notomys aquilo — вид гризунів родини мишевих. Зустрічається лише в прибережній північній частині Австралії, від землі Арнем до півострова Кобург на Північній території Австралії. Єдина відома популяція проживає в заповідній території корінного населення Анінділяква на Грут-Ейландт. Є два одноразові колишні спостереження у внутрішньому центральному районі Арнем Ленд і в Кейп-Йорку в Квінсленді 120 років тому. Вид класифікується як вразливий.
Миша важить від 25 до 50 грамів і коричнева зверху, біла знизу. Довгий хвіст становить 150% довжини тіла, а задні лапи довжиною до 4 сантиметрів.
Цей вид мешкає на піщаних ґрунтах на пустищах і луках. Веде нічний спосіб життя. Споживає насіння, іноді інший рослинний матеріал і безхребетних. Миша стрибає, залишаючи двоногі сліди. Відомо, що самиці будують складні спільні системи нір.
Загрози для цього виду включають зміни середовища проживання, такі як зміни режиму пожеж і вплив худоби. Дикі коти спостерігають за норами і можуть з'їсти кілька особин за ніч.
У 2004 році був підготовлений національний план відновлення Notomys aquilo. Він дуже невловимий і «сором’язливий». Недавні дослідження були проведені з використанням фотопасток і радіостеження.